# Uwe Rahn
Uwe Rahn (n. 21 mai 1962, Mannheim, RFG) este un fost fotbalist german.

## Statistici
| Germania | Germania | Germania |
| An       | Meciuri  | Goluri   |
| -------- | -------- | -------- |
| 1984     | 2        | 1        |
| 1985     | 7        | 3        |
| 1986     | 2        | 1        |
| 1987     | 3        | 0        |
| Total    | 14       | 5        |